# Mario Canessa
Mario Canessa (Volterra, 20 novembre 1917 – Livorno, 7 luglio 2014) è stato un poliziotto, partigiano e funzionario italiano, Giusto tra le nazioni.

## Biografia
Nato a Volterra da famiglia originaria di Rapallo studiò a Milano, all'Università Cattolica. Lavorò poi come agente di pubblica sicurezza al confine tra l'Italia e la Svizzera, nel comune di Tirano, con il compito di fermare e assicurare alla giustizia le persone che cercavano di espatriare illegalmente. Dopo l'armistizio dell'8 settembre 1943 transita nel Corpo di Polizia Repubblicana ma si lega al nucleo partigiano della Valtellina, che aveva contribuito a fondare, fu elemento chiave della cosiddetta operazione Diana, patrocinata da Amilcare Morini in Italia e da Celso Paganini in Svizzera. Disobbedendo agli ordini che lo volevano aguzzino e persecutore,  si rese protagonista del salvataggio di almeno 134 persone, in gran parte ebree ma anche perseguitati politici e ricercati dalla polizia di Salò.
Prima che potesse essere catturato, scappò a Perugia dove si unì ad un nucleo partigiano. Subito dopo la guerra salì diversi gradi della scala gerarchica fino a diventare dirigente del Ministero dell'Interno.

## Giusto tra le nazioni
Canessa, come altri salvatori di ebrei, per lungo tempo non rivelò a nessuno, nemmeno alla moglie, il suo atto di eroismo. Si narra che durante una partita a scacchi con un amico ebreo, cinquant'anni dopo che quei fatti si erano consumati, si lasciò andare ad alcune confidenze che subito giunsero agli orecchi di Guido Guastalla, editore e presidente della comunità ebraica livornese, che cominciò a perorare la sua causa presso il tribunale ebraico. Il 21 febbraio 2008 Mario Canessa fu dichiarato “Giusto tra le nazioni” per la sua attività svolta prima a Volterra e poi a Tirano.
In suo onore venne piantumato un albero nel Giardino dei Giusti di Gerusalemme e gli fu intitolato il nuovo Sefer Torah adottato dalla comunità ebraica livornese.

## Onorificenze
Medaglia d'oro al Valor Civile